# Nikon F55
Le Nikon F55 est un appareil photographique reflex mono-objectif autofocus commercialisé par la firme Nikon à partir de 2002.

## Histoire
Le Nikon F55 est nettement destiné aux amateurs avec sa construction en plastique. Cela ne l’empêche pas de proposer une dizaine de modes d'exposition, une motorisation intégrale et un affichage à cristaux liquides.

## Caractéristiques
Reflex mono-objectif 35 mm autofocus à exposition automatique. Compatible avec les objectifs en monture Nikon F. Obturateur plan focal à rideaux métalliques défilants verticalement donnant les vitesses de 30 secondes à 1/2000.
La mesure de lumière TTL est matricielle multi zone. L'exposition peut se faire de plusieurs manières :
- Programmée avec décalage.
- Programmes "résultats" paysage, portrait, macro, sport, nocturne.
- Priorité ouverture
- Priorité vitesse
- Manuel
- Mode "débutant" Automatique "vert"

L'appareil est muni d'un flash intégré de nombre guide 12 et d'un sabot à deux contacts (plus la masse) pouvant recevoir n'importe quel flash avec différents niveaux d'utilisation des fonctions de l'appareil.

## Accessoires compatibles
- Le Nikon F55 accepte tous les objectifs en monture F.